# Karel Sedláček
Karel Sedláček (magyar átírással Kárel Szedlácsek; Náchod, 1979. február 17. –) cseh dartsjátékos. 2007-től 2017-ig a British Darts Organisation, majd 2018-tól a Professional Darts Corporation tagja. Beceneve "Evil Charlie".

## Pályafutása
Sedláček 2014-ben vett részt először BDO-dartsvilágbajnokságán, ahol a selejtező körben Paul Hogan ellen játszott, és 3–1-es vereséget szenvedett. A 2014-es BDO World Trophy-ra is kvalifikálta magát, az első fordulóban 6–1-re nyert Robbie Green ellen, majd a legjobb 16 között 7–2-re kikapott Paul Jennings-től. A 2015-ös BDO-dartsvilágbajnokságon a selejtező körben Paul Coughlin ellen 3–2-re sikerült nyernie. Az első fordulóban 3–1-re kikapott Glen Durranttől, az első körös mérkőzések legmagasabb átlagával (99,58), és a harmadik legmagasabb átlaggal, amelyet egy vesztes játékos elért a BDO-világbajnokságok történetében.
2018-ban Sedláček kvalifikálta magát a Maastrichtban megrendezett holland dartsbajnokságra. Ugyanebben az évben meg is nyerte a kelet-európai selejtezőt, így kvalifikálta magát a 2019-es PDC-dartsvilágbajnokságra, amely az első kvalifikációja volt egy PDC-nagytornára.
A világbajnokságon Keegan Browntól elszenvedett 3–0-s vereséget követően továbbjutott a 2019-es müncheni German Darts Grand Prix-re. A Diogo Portela, Ian White és Darren Webster elleni győzelmek révén Sedláček bejutott a negyeddöntőbe, ahol végül 6–5-re kapott ki Max Hopptól.
Sedláček kvalifikálni tudta magát egy hazai versenyre, a 2019-es Czech Darts Openre is, ahol végül a második fordulóban Ian White-tól kapott ki 6–4-re.
2020. január 18-án az európai Q-School harmadik napi döntőjében legyőzte Berry van Peert, és ezzel először sikerült megszereznie PDC Tour-kártyáját. 2020-ban és 2021-ben a ProTour-sorozat mezőnyében játszott.
A 2021-es PDC-dartsvilágbajnokságon az első körben, bár nagyon meggyőzően játszott, végül 3–2-re kikapott az angol Ryan Joyce-tól.
A 2021-es UK Openen Sedláček 6–0-s sima győzelmmel kezdett Rhys Griffin ellen, de aztán 10–7-re kikapott Simon Whitlock-tól. Ezután nem sikerült már azonban nagy tornákra kvalifikálnia magát. A PDC Pro Touron Sedláček csak a legjobb 16-ig jutott, amelynek hatására elveszítette a Tourkártyáját és 2022-től a Q-Schoolban kellett indulnia. Korábbi Tour-kártyatulajdonosként a sorozat döntőjében indult, de nem nyerte vissza a Tour-kártyáját.
A 2023-as PDC-dartsvilágbajnokságra viszont már sikerült ProTour-ranglistáról bejutnia. Az első körben kisebb meglepetésre 3–0-ra búcsúztatta az ausztrál Raymond Smith-t, ezzel ő lett az első cseh játékos a világbajnokság történetében, akinek sikerült mérkőzést nyernie. A második körben Dirk van Duijvenbode-val találkozott, aki ellen szintén jól játszott és meccsnyila is volt, végül 3–2-re mégis kikapott a hollandtól.

## Világbajnoki szereplései

### BDO
- 2014: Selejtező kör (vereség  Paul Hogan ellen 1–3)
- 2015: Első kör (vereség  Glen Durrant ellen 1–3)

### PDC
- 2019: Első kör (vereség  Keegan Brown ellen 0–3)
- 2021: Első kör (vereség  Ryan Joyce ellen 2–3)
- 2023: Második kör (vereség  Dirk van Duijvenbode ellen 2–3)
- 2025: Első kör (vereség  Rhys Griffin ellen 0–3)

## Tornagyőzelmei
- Czech Open: 2018
- Czech National Champion: 2023

## Fordítás
Ez a szócikk részben vagy egészben  a   Karel Sedláček című angol Wikipédia-szócikk fordításán alapul.  Az eredeti cikk szerkesztőit annak laptörténete sorolja fel. Ez a jelzés csupán a megfogalmazás eredetét és a szerzői jogokat jelzi, nem szolgál a cikkben szereplő információk forrásmegjelöléseként.